# Цурень
Цу́рень — село в Україні, в Острицькій сільській громаді Чернівецького району Чернівецької області.

## Назва
Назва Цурень походить від знатного роду Цура, що проживали на цій території.

## Історія
З 24 серпня 1991 року село входить до складу незалежної України.

## Населення

### Мова
Розподіл населення за рідною мовою за даними перепису 2001 року:
| Мова       | Кількість | Відсоток |
| ---------- | --------- | -------- |
| румунська  | 893       | 94.40%   |
| українська | 50        | 5.29%    |
| російська  | 3         | 0.31%    |
| Усього     | 946       | 100%     |

Національний склад населення за даними перепису 1930 року у Румунії:
| Національність | Кількість осіб | Відсоток |
| -------------- | -------------- | -------- |
| румуни         | 677            | 96,99 %  |
| євреї          | 11             | 1,58 %   |
| німці          | 7              | 1,00 %   |
| росіяни        | 1              | 0,14 %   |
| українці       | 1              | 0,14 %   |
| поляки         | 1              | 0,14 %   |

Мовний склад населення за даними перепису 1930 року:
| Мова       | Кількість осіб | Відсоток |
| ---------- | -------------- | -------- |
| румунська  | 655            | 93,84 %  |
| українська | 20             | 2,87 %   |
| їдиш       | 11             | 1,58 %   |
| німецька   | 10             | 1,43 %   |
| російська  | 1              | 0,14 %   |
| польська   | 1              | 0,14 %   |

## Уродженці
- Рендюк Теофіл Георгійович — український дипломат, історик, письменник, журналіст та перекладач.

## Галерея

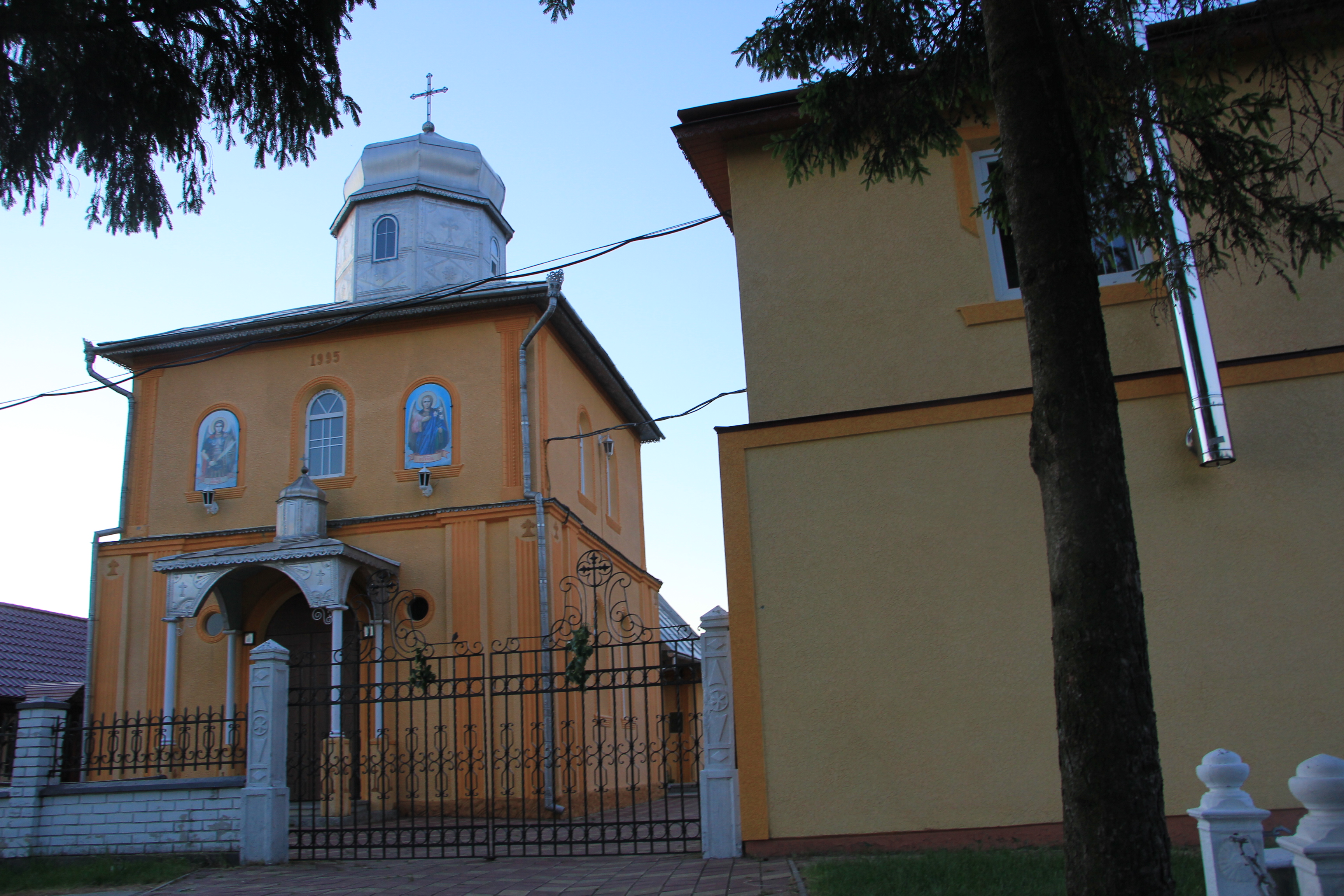
Дерев'яна церква Свв. Арх. Михайла і Гавриїла 1796 с. Цурень
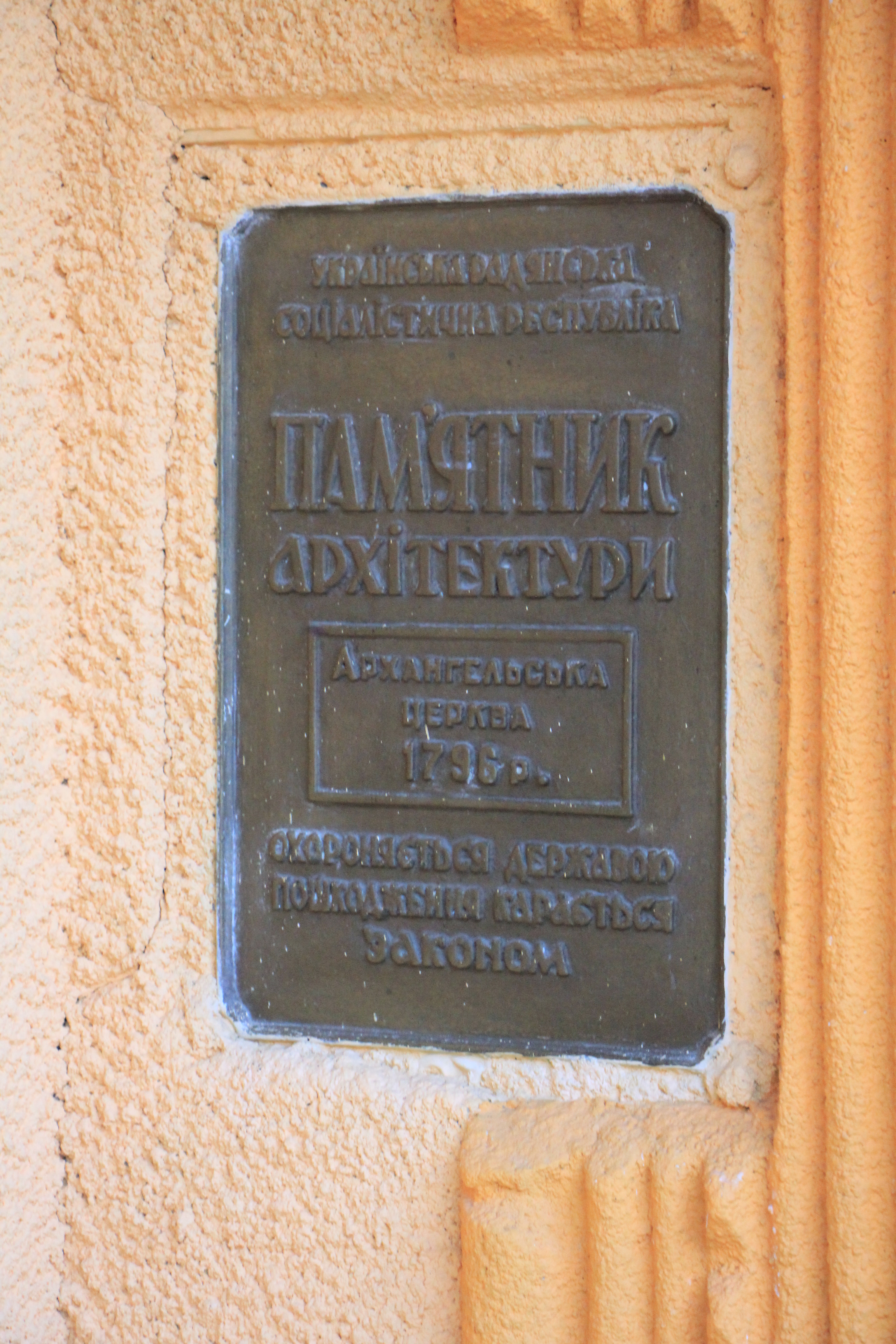
Дерев'яна церква Свв. Арх. Михайла і Гавриїла 1796 с. Цурень
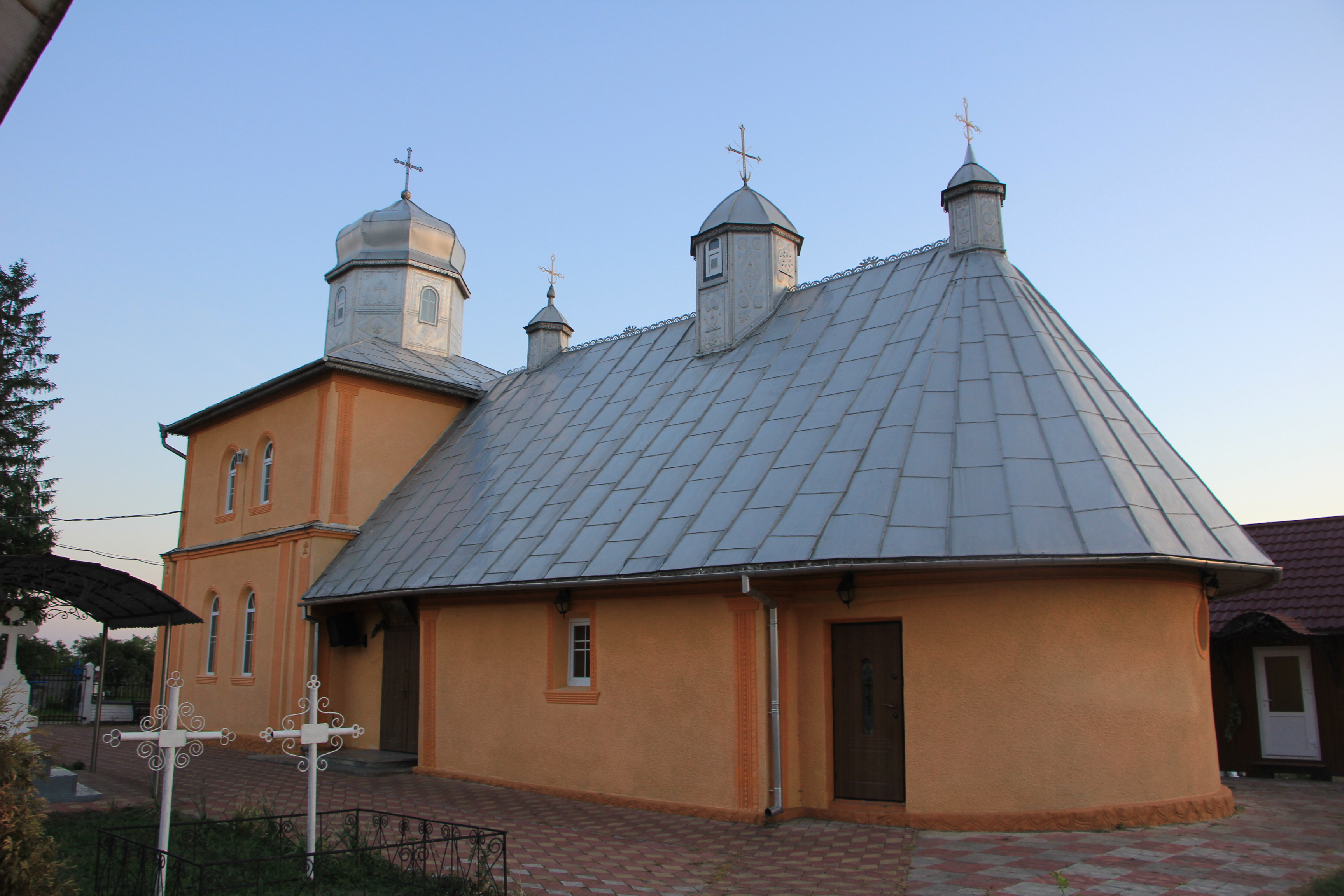
Дерев'яна церква Свв. Арх. Михайла і Гавриїла 1796 с. Цурень